# 洛贝格
洛贝格是德国巴伐利亚州的一个市镇。总面积59.25平方公里，总人口1993人，其中男性984人，女性1009人（2011年12月31日），人口密度34人/平方公里。